# Lazurit

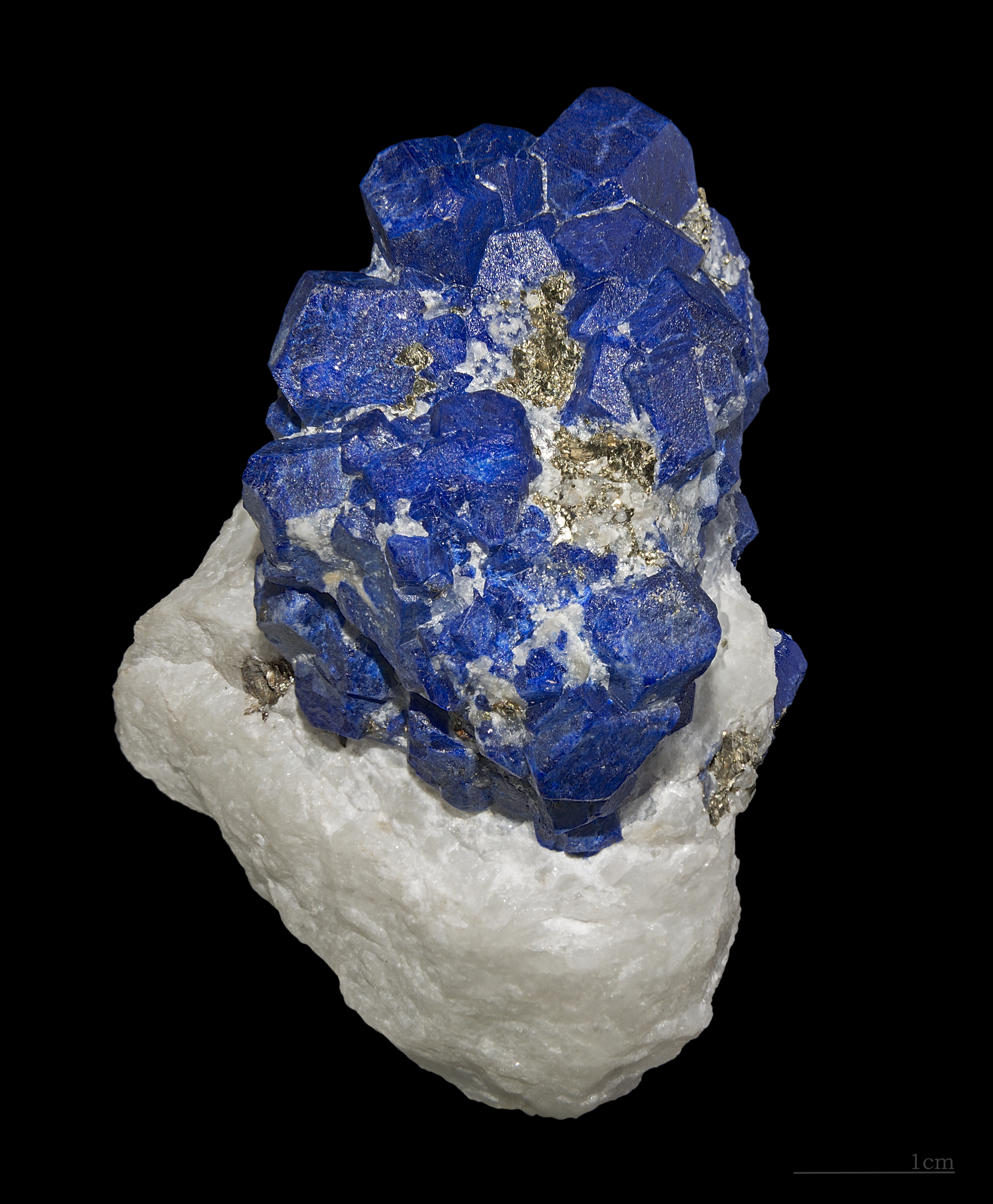
Lazurit

Lazuritul este un mineral din grupul silicaților, subgrupa tectosilicatilor. Din punct de vedere chimic este un aluminosilicat cu alți anioni de sodiu și calciu, de culoare albastru intens de o mare frumusețe. Originea cuvântului lazurit derivă de la cuvântul latinesc „lazulum” – albastru sau cuvântul arab „lazurd” care înseamna cer. Un sinonim utilizat este pigmentul albastru ultramarin. Lazuritul este componentul albastru care se observă în bijuteriile realizate din lapis lazuli, care este un amestec compus din 3 minerale: lazurit, calcit și pirită, dar și cantitati mici de diopsid, sodalit etc.